# Maki Zen'in
Maki Zenin (禪院 真希 Zen'in Maki?) es un personaje de la serie de manga y anime Jujutsu Kaisen de Gege Akutami. Apareció por primera vez en la precuela Jujutsu Kaisen 0 como alumna de primer año de Satoru Gojō y compañera de Yūta Okkotsu, Toge Inumaki y Panda. El manga menciona los orígenes de Maki como desertora del clan Zen'in, lo que se explora más a fondo en la secuela, donde es un año mayor. 
Akutami creó a Maki como un personaje cuyos orígenes se explorarían más a fondo en el futuro de la serie, siendo su estilo de lucha una mezcla de varios invidentes en uno solo. Mikako Komatsu la interpreta en japonés y Anette Ugalde en español latino. Maki ha recibido reseñas generalmente positivas por los críticos.

## Creación y concepción
Aunque Maki es más conocida en Jujutsu Kaisen, el autor del manga, Gege Akutami, recomendó a los lectores de la serie que leyeran la precuela para conocer mejor su vida. La longitud de su pelo es algo que Akutami suele cambiar cuando quiere. El autor escribió a Maki físicamente fuerte al principio de la serie debido a cómo destruye un arma usando la fuerza bruta. Akutami disfrutó escrubir una escena en la que Yūta consuela a Maki en el tercer capítulo, lo que provoca que la misma se marche y se sonroje sobre si debe o no sentirse aceptada por él. Al ver esta escena, el editor de Akutami, Katayama, dijo que Yūta realmente entendía los sentimientos de Maki. Akutami decidió revisar esta escena en el borrador tras los elogios de su editor.
Tanto la precuela como su secuela exploran la relación que Maki tiene con los otros miembros de su clan. Akutami afirmó en el volumen 13 que planeaba centrarse más en los problemas del clan Zen'in. En su diseño original tenía gafas normales, pero fueron añadidas monturas negras en la secuela, sólo para la lucha contra Geto. Al preguntarle por qué Maki se refiere a menudo a Todo por su apellido, Akutami mencionó que es una tendencia suya llamar a los demás por su nombre, a menos que los demás la llamen por su apellido. Por ello, menciona que cualquier contradicción en su trato con los demás puede parecer un agujero argumental. Originalmente, Maki utiliza un arma para compensar su falta de enegría maldita. Akutami afirmó en el fanbook de la serie que uno de los objetivos principales del manga es que Maki se convierta en una hechicera fuerte, lo que pretende ser el centro de atención de los futuros capítulos. El estilo de lucha de Maki se basa en el aikidō y en una mezcla de artes marciales chinas.

## Apariciones

### Jujutsu Kaisen 0
Maki apareció por primera vez en Jujutsu Kaisen 0 como una estudiante de la Escuela Técnica de Magia del Área Metropolitana de Tokio como alumna de Satoru Gojo que le presenta a su grupo de alumnos a Yuta Okkotsu, para entrenarlo y acabar con la maldición de Rika. Al principio, Maki se burla de la debilidad de Yuta por ser demasiado pasivo, creyendo que suele ser objeto de acoso. Aunque Yuta es incapaz de luchar, se le asigna trabajar con Maki para exorcizar una maldición. Cuando Maki está herida, le pregunta a Yuta cuál es su verdadero deseo, a lo que él responde que sólo quiere disfrutar de una buena vida en lugar de quedarse solo. Maki le anima a luchar por esos sueños lo que permite a su compañero controlar a Rika durante un breve periodo de tiempo para escapar con ella. En los tres meses siguientes, Maki se convierte en la mentora de Yuta para enseñarle a usar la espada y así aprender a luchar solo. Cuando uno de los amigos de Gojo, Suguru Geto, aparece en la escuela, se revela que Maki es desertora del clan Zen'in y se burla de ella, lo que enfada a Yuta. Tras la visita, Maki le cuenta a Yuta su odio hacia su clan a lo que Yuta accede a luchar junto a ella, reconfortándola. Geto aparece de nuevo en el instituto para apoderarse de la maldición de Rika, acabando con todos los estudiantes. Yuta toma el control de Rika para salvar a sus compañeros, lo que hace que Geto escape debilitado.

### Jujutsu Kaisen
En Jujutsu Kaisen, Maki aparece nuevamente junto a Panda y Toge Inumaki ya que Yuta está en el extranjero. Durante un examen en el que los estudiantes de Kioto intentan matar Yuji Itadori por ser recipiente de Sukuna, Maki se une al grupo de Yuji y derrota a su hermana Mai, que se pregunta por qué abandonó el clan. Durante el incidente de Shibuya, Maki sufre varias heridas importantes y pierde un ojo. Después del incidente, Maki sigue luchando junto a Yuta y los demás estudiantes del instituto contra el predecesor de Geto, Kenjaku, lo que la lleva a luchar contra los miembros del clan Zen'in.

## Recepción
Maki recibió críticas positivas durante el «Arco de entrenamiento de Kioto» entre los estudiantes de jujutsu. Cuando el personaje estaba a punto de mostrar sus habilidades por primera vez, un crítico de Anime News Network estaba cansado de las varias peleas que tenía el arco y esperaba que Maki destacara en la historia. La batalla final entre las hermanas Zen'in recibió elogios tanto por la animación como por la exploración del pasado de Maki. The Fandom Post calificó a Maki como «la estrella de la serie» debido a cómo eclipsa a sus enemigos y mantiene una personalidad arrogante, superando al personaje de Nobara Kugisaki. Comic Book Resources afirmó que Maki y Nobara «destruyen» las expectativas de la sociedad centrándose también en el desarrollo de las hermanas, dejando un momento de amargura debido a la tristeza que deja el episodio al no explicarse adecuadamente las disputas familiares del clan Zen'in.